# سارة ماكدوغال
سارة ماكدوغال هي كاتبة غنائية ومغنية كندية، ولدت في القرن العشرين في السويد.

## وصلات خارجية
- سارة ماكدوغال على موقع ميوزك برينز (الإنجليزية)
- سارة ماكدوغال على موقع ديسكوغز (الإنجليزية)